# Pararcte immanis
Pararcte immanis är en fjärilsart som beskrevs av Walker 1858. Pararcte immanis ingår i släktet Pararcte och familjen nattflyn. Inga underarter finns listade i Catalogue of Life.